# Aragonés central
El aragonés central es la variante dialectal del aragonés que se habla aproximadamente en el noreste del Alto Gállego y el oeste y centro del Sobrarbe. Destacan lugares como los Panticosa, Broto, Aínsa y Bielsa.

## Fonética
Conserva la fonética del aragonés pirenaico preliterario:
- Existen focos de conservación del diptongo -ia- derivado de la E corta latina (fiastas, suarde, etc) y casos aislados fuera de dichos focos.

- Las oclusivas sordas intervocálicas latinas P, T, K, se conservan en muchos más casos que en el aragonés general: capeça, crapa, lupo, escopallo, foricar, afocar, taleca, focaça, borruca, fornica, ayutar, fusata, xata, recutir, recatiar, emprenyatuara. Esto da en la morfología participios en -ato e -ito.
- Sonorización detrás de líquida: las sonoras que van detrás de líquida N, R se ensordecen sobre todo en el sector Torla-Ordesa-Broto-Vió-La Solana-Tena.
  - Grupo -MP- > -mb-:
    - Cambio en Panticosa, Torla-Ordesa, Oto, Broto, Guasa, Fanlo, Buisán, Yosa.
    - Tramba en Torla-Ordesa.
    - Embolla: ampolla (muy extendido)

  - Grupo -NT- > -nd-:
    - Planda y Punda en Vió y Panticosa.
    - Candal, Sendir, Fuande, Puande, Undar, sólo en Vió.

  - Grupo -NK- > -ng-:
    - Blango, Bango, Chungo, Barrango, Palanga
    - Zingüenda (Panticosa).

  - Grupo -LT- > -ld-:
    - Aldo, Buldorín, Saldo, Suarde, Sangardana

  - Grupo -RT- > -rd-:
    - Chordica/Xordica (muy extendido)

  - Grupo -LP- > -lb-
    - Tauba (de Talpa, en Sallent de Gállego)

  - Grupo -RK- > -rg-:
    - Forgancha

## Morfología
En el sector central encontramos en muchos lugares el artículo ro, ra, ros, ras como forma posvocálica del artículo aragonés general lo, la, los, las . También lo encontramos en un texto antiguo procedente de Sobrarbe que estaba en latín pero tenía formas romances: ero kabalo, era espata (la l representaba a veces una ll o una l geminada). Coincide con las formas gasconas del otro lado de los Pirineos. También son comunes las formas el, la, e(l)s, las; como formas genuinas de la zona central
Se emplean participios en -ato, -ito, considerados más cercanos a la fonética aragonesa. Sin embargo, en algunas zonas coexisten con -au, -iu que tienden a predominar, y también han hecho que se pierdan los primeros.

## Situación dentro del aragonés
El aragonés central es un bloque dialectal que engloba diferentes variedades loco-regionales, las cuales se pueden subclasificar a su vez en centro-occidental y centro-oriental. En la siguiente tabla puede verse una clasificación de todos los dialectos del aragonés y la situación particular del aragonés occidental. Hay continuidad entre las variedades dialectales próximas, que presentan características comunes a pesar de pertenecer a bloques diferentes.
Dentro del centro-occidental se encuentran de oeste a este aproximadamente: tensino (con el panticuto), aragonés de la tierra de Biescas, del valle de Acumuer, de Ballibasa y de Sobrepuerto. Dentro del centro-oriental se encuentran de oeste a este aproximadamente: aragonés de la ribera de Fiscal, bergotés, del valle de Vió, del valle de Puértolas, del valle de Tella, belsetano y de Sierra Ferrara.
| Bloque occidental - Ansotano - Cheso - Aragüesino - Aisino - Jaqués                         | Bloque central - Aragonés centro-occidental - Tensino - Panticuto - Aragonés de la tierra de Biescas - Aragonés del valle de Acumuer - Serrablés - Aragonés de Ballibasa - Aragonés de Sobrepuerto - Aragonés centro-oriental - Aragonés de la ribera de Fiscal - Bergotés - Aragonés del valle de Vió - Aragonés del valle de Puértolas - Aragonés del valle de Tella - Belsetano - Aragonés de Sierra Ferrera | Bloque oriental - Chistabino - Fovano - Aragonés ribagorzano - Altorribagorzano o benasqués o patués - Mediorribagorzano o de Campo - Bajorribagorzano - Grausino - Estadillano - Foncense | Variedades dialectales del aragonés. |
| Bloque meridional - Ayerbense - Aragonés somontanés - Navalés - Aragonés del Viejo Sobrarbe | Bloque meridional - Ayerbense - Aragonés somontanés - Navalés - Aragonés del Viejo Sobrarbe | Dialectos de transición - Castellano aragonés | Variedades dialectales del aragonés. |